# Broager Kirke
Broager Kirke är en kyrka som ligger i samhället Broager i Sønderborgs kommun i sydöstra delen av Sønderjylland.

## Kyrkobyggnaden
Kyrkan uppfördes vid senare hälften av 1100-talet och blev omtalad första gången år 1209. Från början bestod kyrkan av absid, kor och långhus. Omkring år 1300 uppfördes tvillingtornen i väster, medan tornens spiror tillkom omkring år 1400. Från mitten av 1400-talet och framöver byggdes två korsarmar och en sakristia. Ett vapenhus vid långhusets södra dörr revs 1854. Vapenhuset omnämndes första gången 1623 och var troligen från medeltiden. 1923 upptäcktes kalkmålningar som har tillkommit under fyra perioder, från det att kyrkan uppfördes fram till år 1587.
Kyrkan är byggd av tegelstenar murade i munkförband och som har vitkalkats. I sin nuvarande form består kyrkan av långhus med kor och absid i öster och tvillingtorn i väster. Korsarmar sträcker sig ut från långhusets norra och södra sidor. Norr om koret finns en vidbyggd sakristia. Alla tak är belagda med skiffer bortsett från korabsiden vars tak är belagt med blyplåt.
Kyrkan är omgiven av en kyrkogård och i kyrkogårdens ena hörn finns ett fristående klockhus som är byggt 1650. Klockhuset byggdes eftersom tornen inte var tillräckligt dimensionerade för att bära kyrkklockorna. Tornen förstärktes åren 1804 och 1880. År 1904 flyttades de tre klockorna upp i kyrkans torn. Efter en restaurering 1976 används klockhuset som kapell.

## Inventarier
- En medeltida dopfunt i romansk stil är av granit.
- Predikstolen i renässansstil är tillverkad 1591.
- Altartavlan är tillverkad 1717 av Anthon Günther Lundt.
- I norra korsarmen finns en skulpturgrupp föreställande Sankt Göran och draken. Skulpturgruppen är från 1490-talet, men har förnyats 1880.
- I kyrkan finns två nattvardskärl båda från 1747 och tillverkade i Jürgen Matzens verkstad i Flensburg.
- Orgeln har fasad från 1740 och orgelverk med 14 stämmor tillverkat av Marcussen & Søn i Åbenrå.

## Bildgalleri

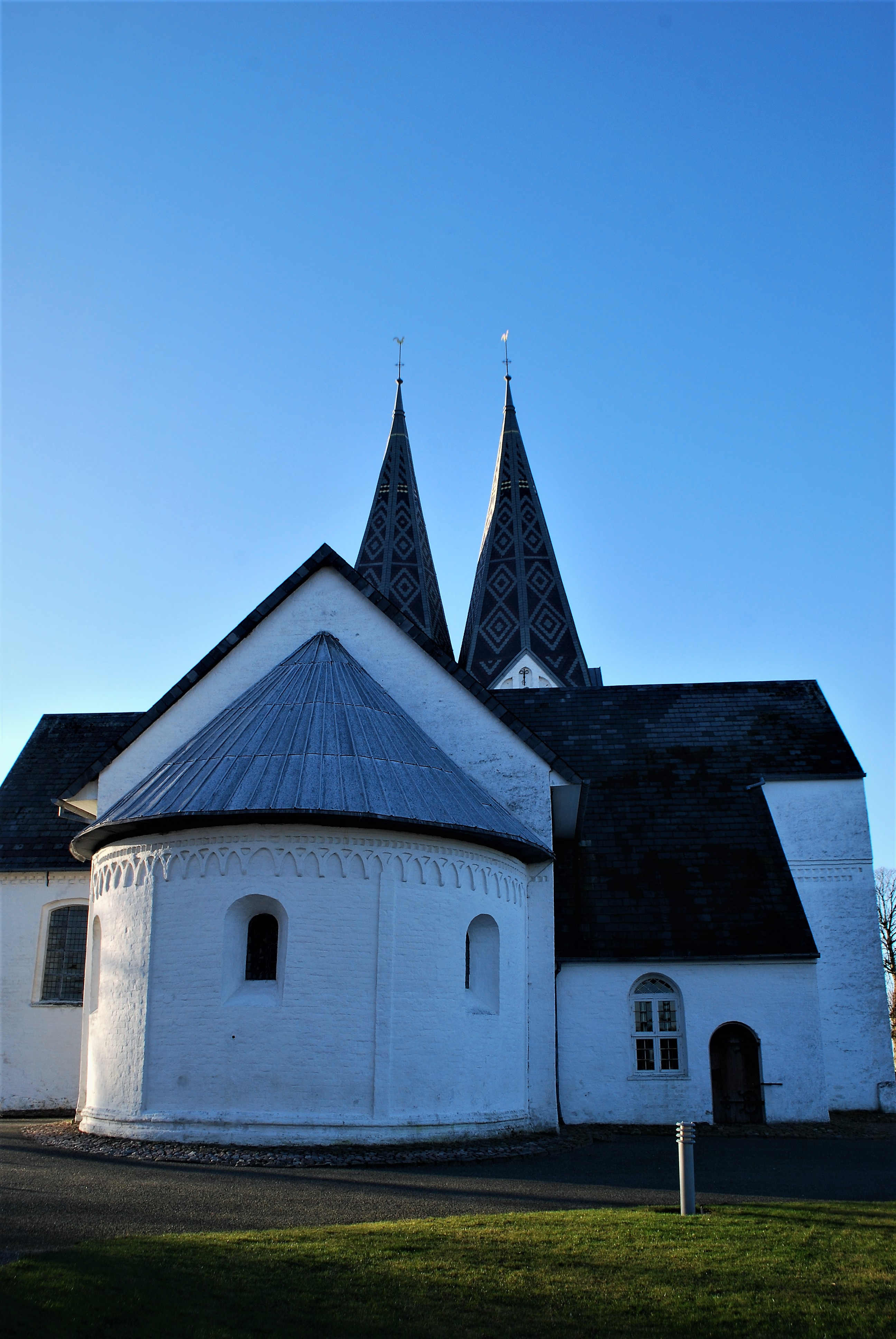
Broager Kirke
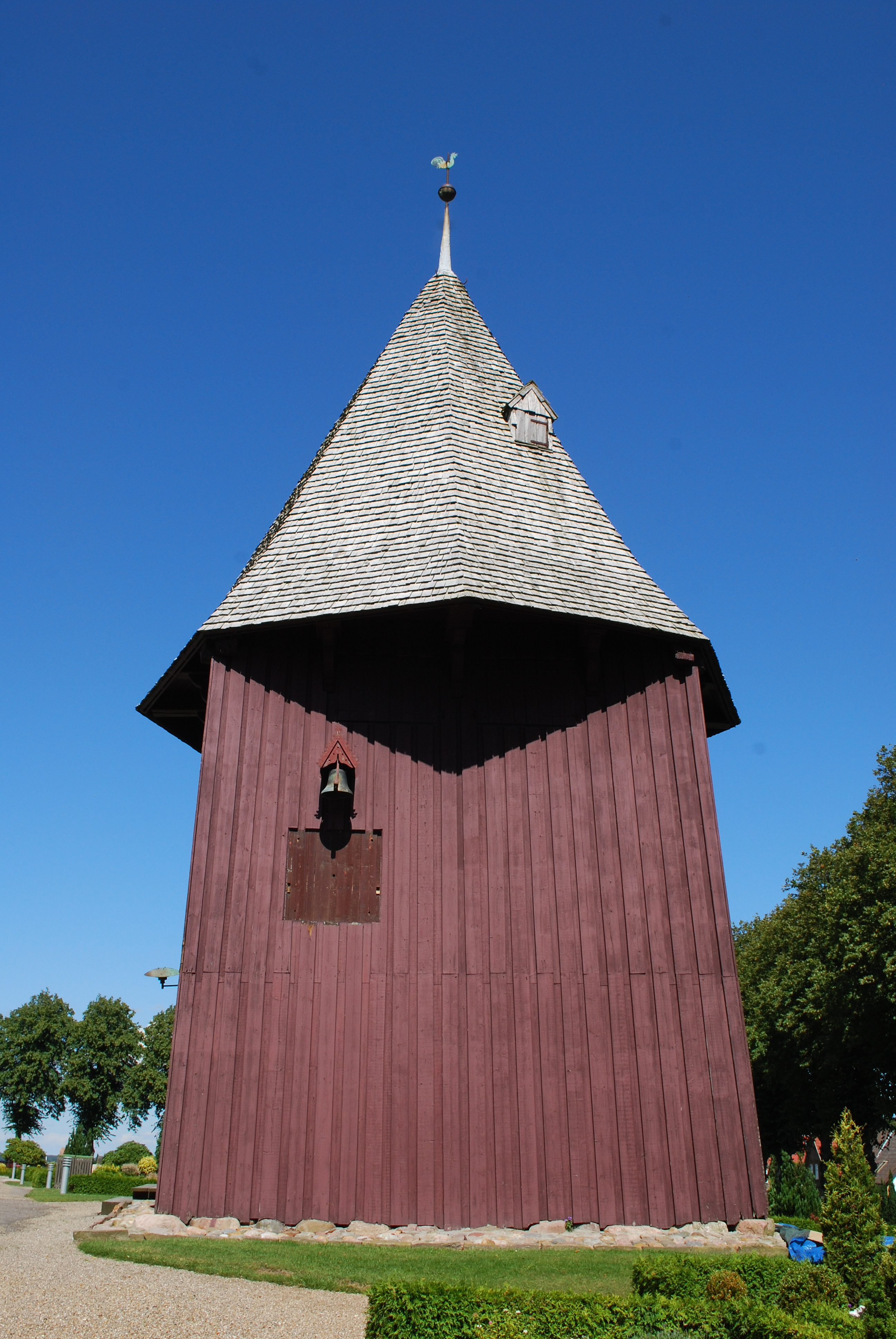
Klockhuset
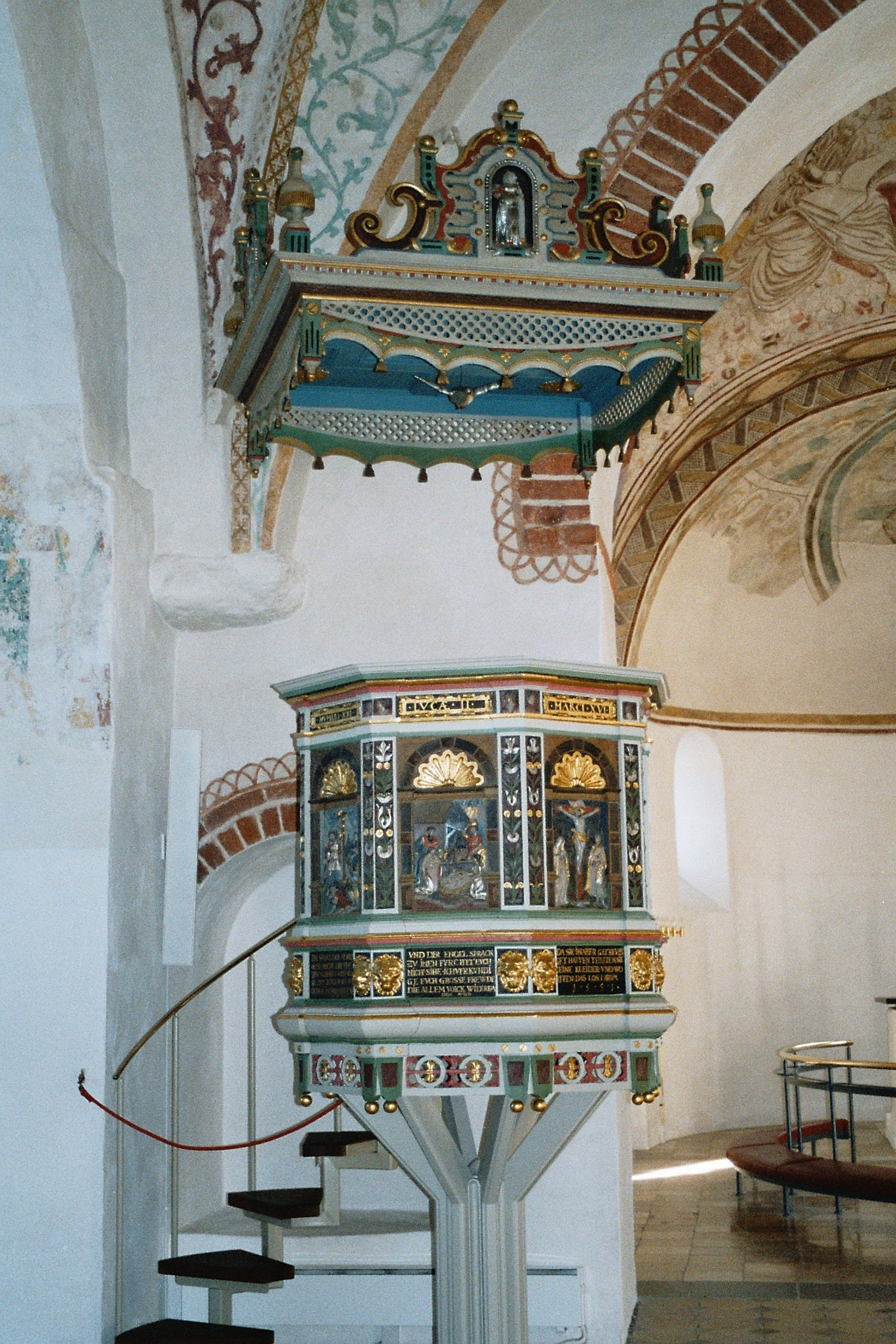
Predikstol
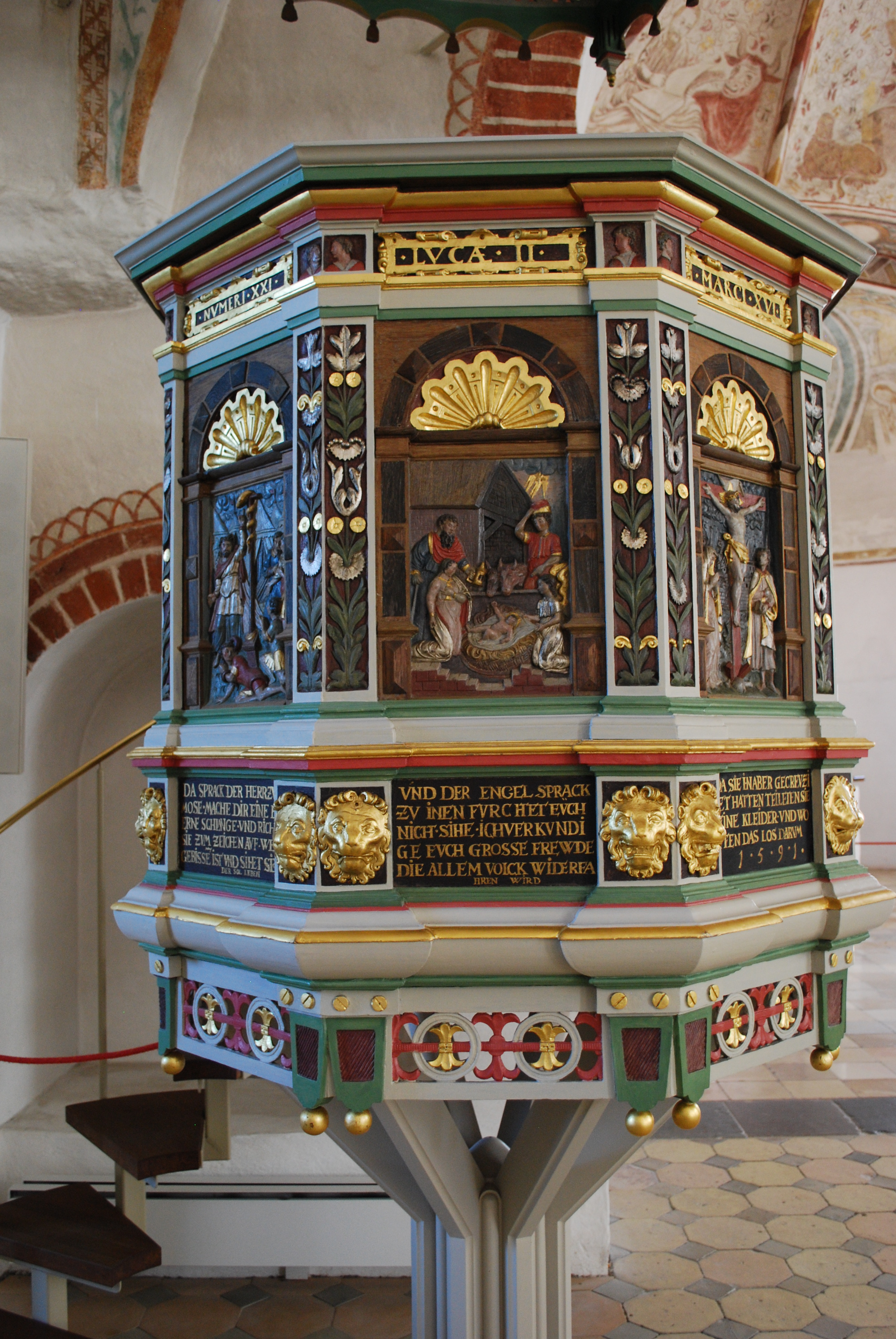
Närbild på predikstol
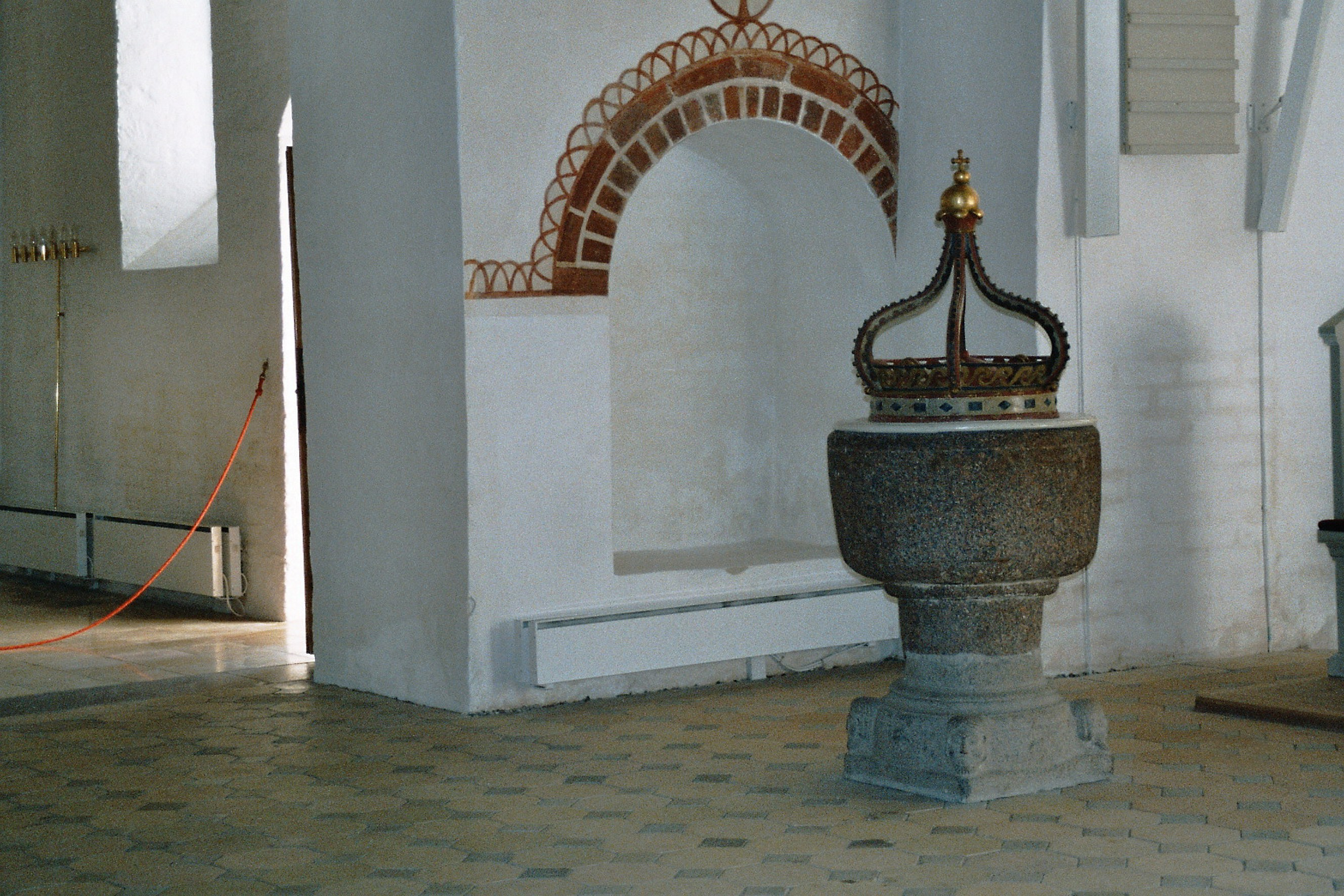
Dopfunt
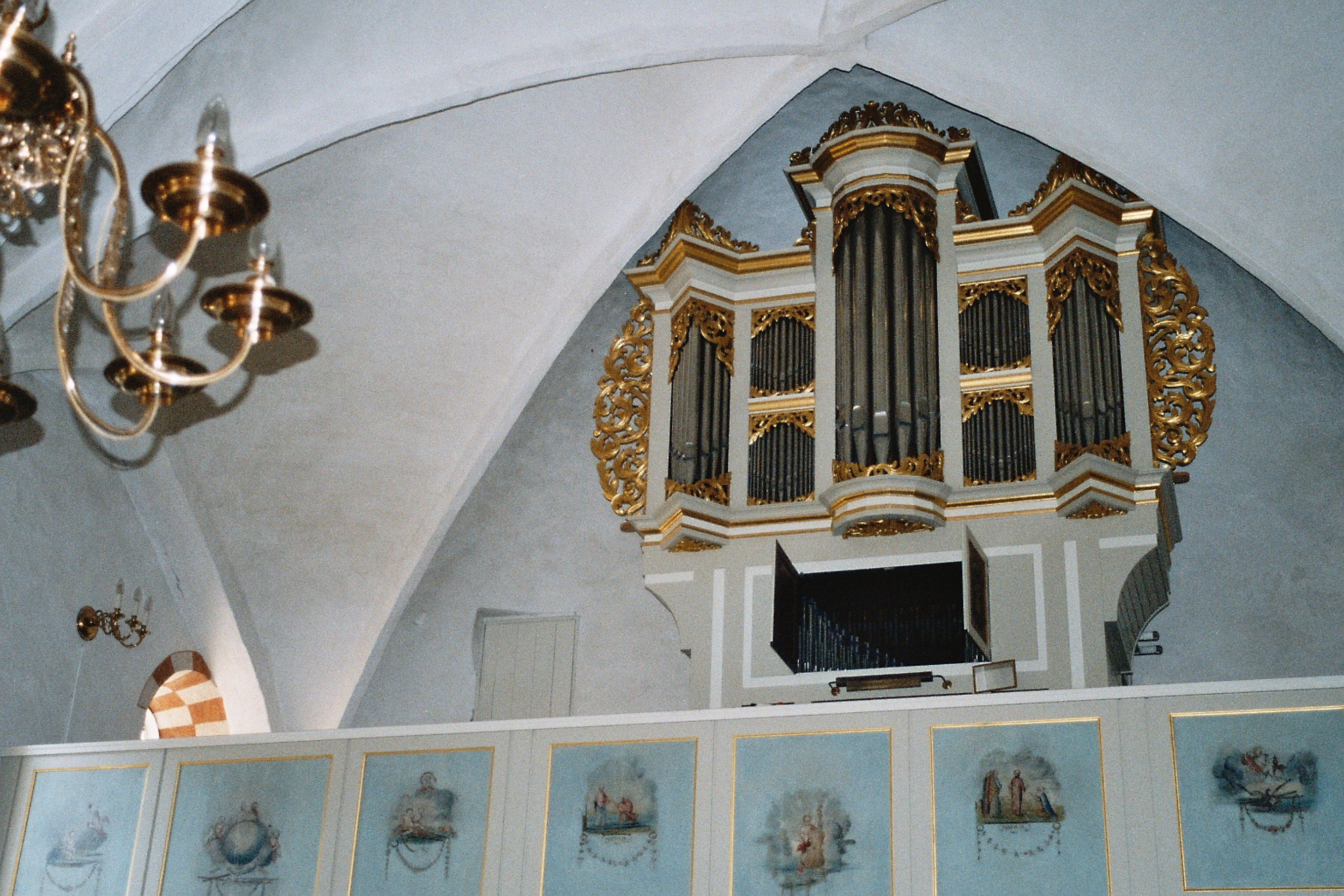
Orgel
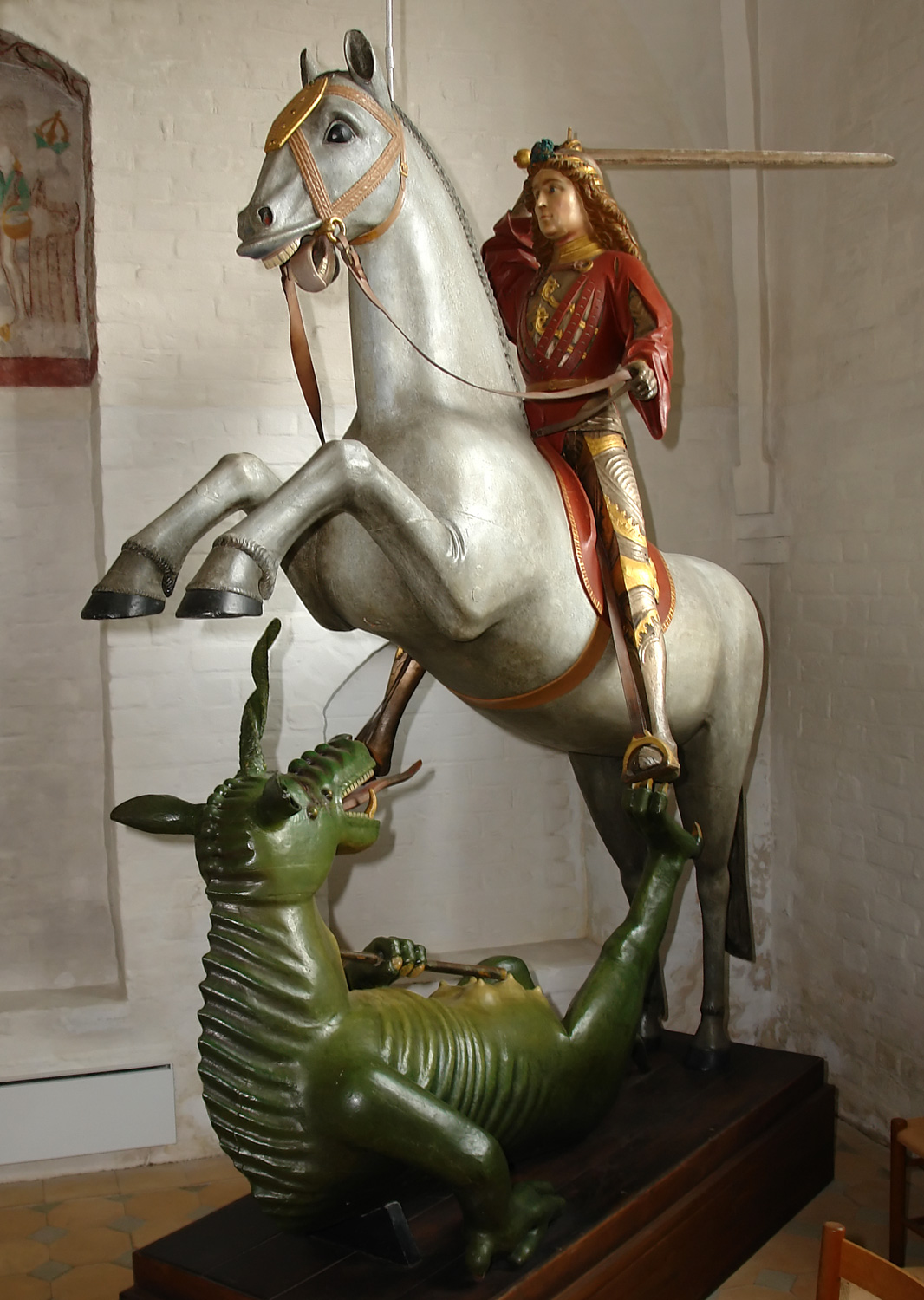
Sankt Göran och draken